# Чубінашвілі Михайло Давидович
Михайло Давидович Чубінашвілі — майор Збройних сил України, учасник російсько-української війни 

## Життєпис
У складі 15-ї бригади транспортної авіації брав участь у боях за Донецький аеропорт.
В мирний час проживає у місті Переяслав, кінцем грудня 2015-го одружився.

## Нагороди
За особисту мужність і героїзм, виявлені у захисті державного суверенітету та територіальної цілісності України, вірність військовій присязі під час російсько-української війни, відзначений — нагороджений
- 13 серпня 2015 року — орденом «За мужність» III ступеня.
- 24 серпня 2023 року - орденом  <Богдана Хмельницького> ІІІ ступеня.